# Korjenasta plavulja
Korjenasta plavulja ili korjenasta tupavica (lat. Hebeloma radicosum) je jestiva gljiva iz roda Hebeloma. 

## Opis
- Klobuk korjenaste plavulje je širok od 5 do 15 centimetara, mesnat, polukružam, zatim raširen, malo ispupčen, mazav, prekriven širokim crvenkastim ljuskama; rub je uvijen, smeđeokeraste boje.
- Listići su najprije žućkasti, zatim okerasti, slobodni i nejednako dugi.
- Stručak je visok od 8 do 15 centimetara, pun, vretenast, tanji prema dolje, završava s dugim korijenom; ispod klobuka ostatak zastorka u obliku prolaznog prstena, ispod prstenka koncentrično maljav, sivosmeđe boje.
- Meso je bijelo, miris po lovorvišnji (lat. Prunus laurocerasus) ili bademovoj koštici.
- Spore su blijedosmeđe, u masi okeraste, jajolike, 8 – 10 x 5 – 6 μm.

## Kemijske reakcije
Meso u dodiru s fenolanilinom za nekoliko minuta postane crvenkasto, zatim crveno, sa sulfovanilinom se oboji u prolazno ljubičastu boju, dok sa željeznim sulfatom postaje žućkasto. 

## Stanište
Korjenasta plavulja raste ljeti i u jesen u šumama, uz stare panjeve I uz rubove šuma.   

## Upotrebljivost
Korjenasta plavulja je jestiva, ali loše kvalitete.

## Sličnosti
Korjenastu plavulju najlakše prepoznamo po vretenastom stručku, te debelom i dugom korijenu, koji može biti duži i od samog stručka. Upotrijebiti se može samo klobuk, i to vrlo mlad, ali je prilično gorka okusa i zbog toga nema većih kulinarskih kvaliteta. 

## Vanjske poveznice
|  | Zajednički poslužitelj ima stranicu o temi Hebeloma radicosum    |
|  | Zajednički poslužitelj ima još gradiva o temi Hebeloma radicosum |